# Cratere Kanab
Kanab  è un cratere sulla superficie di Marte.